# Wheatland (Town, Vernon County)
Die Town of Wheatland ist eine von 21 Towns im Vernon County im US-amerikanischen Bundesstaat Wisconsin. Im Jahr 2010 hatte die Town of Wheatland 561 Einwohner.
Town hat in Wisconsin eine grundlegend andere Bedeutung, als im übrigen englischsprachigen Bereich. Vielmehr entspricht sie den in den anderen US-Bundesstaaten üblichen Townships, die nach dem County die nächstkleinere Verwaltungseinheit bilden.

## Geografie
Die Town of Wheatland liegt im Südwesten Wisconsins am Mississippi, der die Grenze zu Iowa bildet. Der am Mississippi gelegene Schnittpunkt der drei Bundesstaaten Wisconsin, Iowa und Minnesota liegt rund 500 m nördlich der Grenze der Town.
Die Town of Wheatland liegt in der Driftless Area genannten eiszeitlich geformten Region, die sich über das südöstliche Minnesota, das südwestliche Wisconsin, das nordöstliche Iowa und das äußerste nordwestliche Illinois erstreckt. Bei der letzten Eiszeit, der so genannten Wisconsin Glaciation, blieb die Region eisfrei, sodass sich die Flusstäler auch während dieser Zeit tiefer in das Plateau einschneiden konnten.
Die geografischen Koordinaten des Zentrums der Town of Wheatland sind 43°27′11″ nördlicher Breite und 91°09′22″ westlicher Länge. Sie erstreckt sich über eine Fläche von 71,5 km², die sich auf 68,6 km² Land- und 2,9 km² Wasserfläche verteilen. 
Die Town of Wheatland liegt im äußersten Südwesten des Vernon County und grenzt an folgende Nachbartowns und -townships:
|                                                                                  | Town of Genoa                               |                  |
| Iowa Township (Allamakee County, Iowa) Lansing Township (Allamakee County, Iowa) | Kompassrose, die auf Nachbargemeinden zeigt | Town of Sterling |
| Village of De Soto                                                               | Town of Freeman (Crawford County)           |                  |

## Verkehr
Der entlang des Mississippi verlaufende Wisconsin State Highway 35 bildet hier den Wisconsin-Abschnitt der Great River Road. Der aus östlicher Richtung kommende Wisconsin State Highway 82 mündet in den WIS 35 ein. Alle weiteren Straßen sind untergeordnete Landstraßen sowie teils unbefestigte Fahrwege.
Entlang des Mississippi verläuft für den Frachtverkehr eine Eisenbahnlinie der BNSF Railway, der zweitgrößten Eisenbahngesellschaft des Landes.
Die nächsten Flughäfen sind der La Crosse Regional Airport (rund 55 km nördlich), der Rochester International Airport in Rochester, Minnesota (rund 165 km westnordwestlich) und der Dane County Regional Airport in Wisconsins Hauptstadt Madison (rund 180 km ostsüdöstlich).

## Bevölkerung
Nach der Volkszählung im Jahr 2010 lebten in der Town of Wheatland 561 Menschen in 255 Haushalten. Die Bevölkerungsdichte betrug 8,2 Einwohner pro Quadratkilometer. In den 255 Haushalten lebten statistisch je 2,2 Personen. 
Ethnisch betrachtet setzte sich die Bevölkerung zusammen aus 97,0 Prozent Weißen, 0,2 Prozent (eine Person) Afroamerikanern, 0,2 Prozent Asiaten sowie 0,2 Prozent Polynesiern; 2,5 Prozent stammten von zwei oder mehr Ethnien ab. Unabhängig von der ethnischen Zugehörigkeit waren 0,4 Prozent der Bevölkerung spanischer oder lateinamerikanischer Abstammung. 
17,1 Prozent der Bevölkerung waren unter 18 Jahre alt, 62,9 Prozent waren zwischen 18 und 64 und 20,0 Prozent waren 65 Jahre oder älter. 47,4 Prozent der Bevölkerung war weiblich.
Das mittlere jährliche Einkommen eines Haushalts lag bei 48.036 USD. Das Pro-Kopf-Einkommen betrug 26.840 USD. 11,0 Prozent der Einwohner lebten unterhalb der Armutsgrenze.

## Ortschaften in der Town of Wheatland
Neben Streubesiedlung existieren in der Town of Wheatland folgende gemeindefreie Siedlungen:
- Red Mound
- Victory